# Catalina (Arizona)
Catalina – jednostka osadnicza w Stanach Zjednoczonych, w stanie Arizona, w hrabstwie Pima.